# Lápis de olho

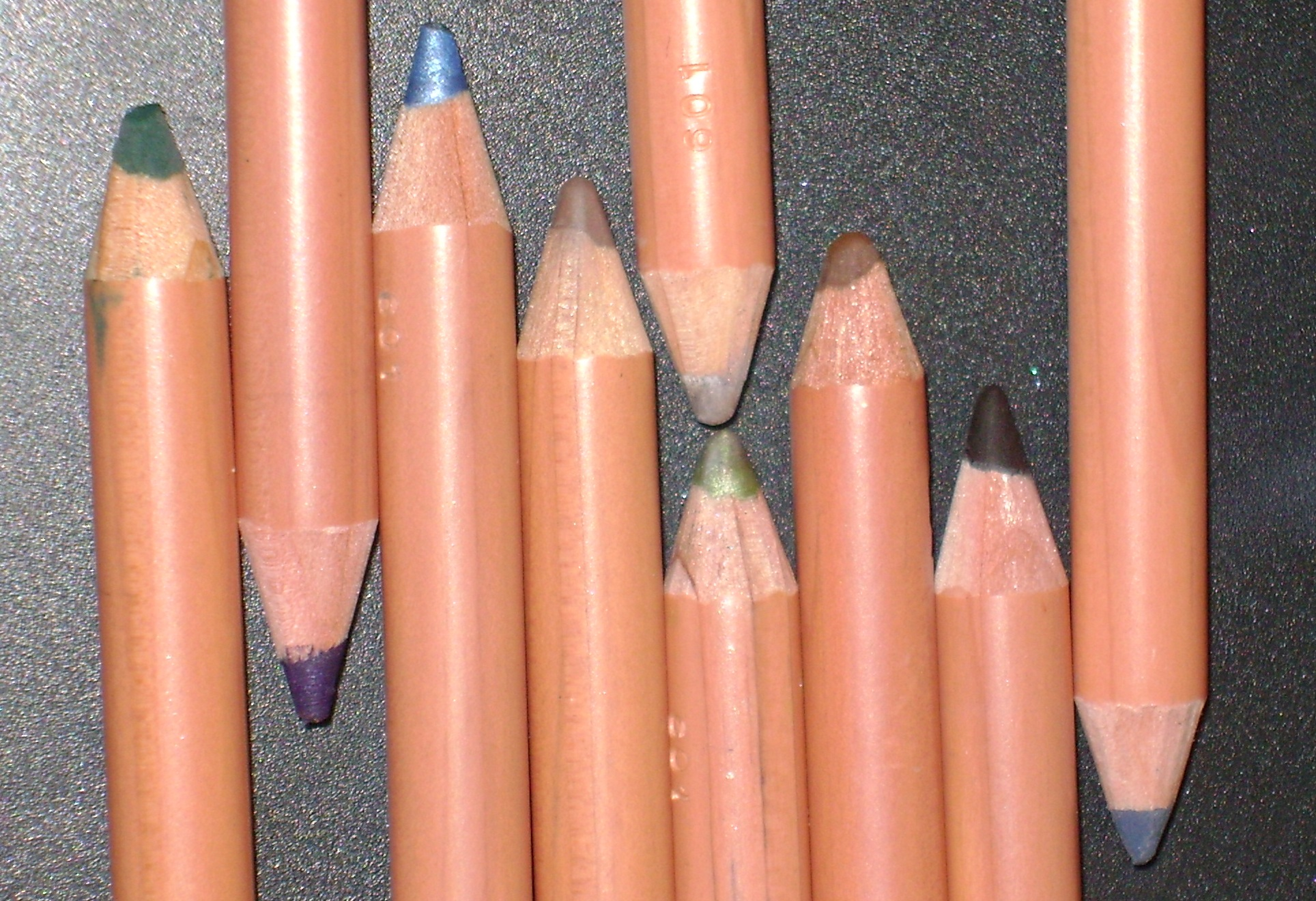
Lápis de olho

Lápis de olho é um objeto de maquiagem no formato de lápis para delinear os olhos, feito com um tipo de cera.
Pode ser de todas as cores, mas é mais usado nas cores preta ou marrom. Pode ser passado  por dentro da linha dos cílios, para obter um efeito de redução dos olhos; ou por fora, para dar o efeito oposto.
Além da utilização nos cílios, também pode ser utilizado para definir e preencher as sobrancelhas, aprimorando o desenho dos fios e preenchendo falhas.

## Demais tipos de maquiagem
- Batom
- Blush
- Rímel
- Delineador
- Gloss
- Sombra
- Pó compacto
- Base
- Filtro solar (que também pode ser considerado um passo ideal para a maquiagem)
- Lápis para os lábios
- Primer